# Kō Ōtani

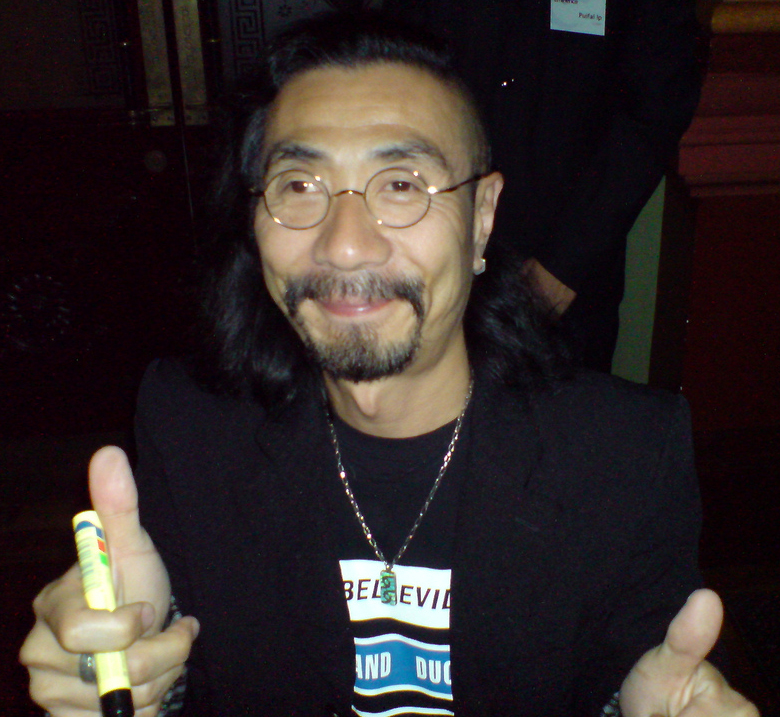
Compositor Kow Otani (大谷 幸) em 2007.

Kō Ōtani (大谷幸, Ōtani Kō, 1 de maio, 1957) é um compositor, arranjador e pianista japonês de Tóquio. Ele já compôs a trilha sonora de vários filmes de Gamera e de variadas séries de anime. Ele também já compôs a trilha sonora de alguns jogos eletrônicos, sendo o mais notável a de Shadow of the Colossus, intitulada Roar of the Earth.